# 4a cerimònia dels Lumières
La 4a cerimònia dels Lumières de la Premsa Internacional, aleshores anomenada Lumières de París, va tenir lloc el 16 de gener de 1999. Va ser presentat per Jean Reno i fou emesa per France 2.

## Palmarès
- Milor pel·lícula :
  - La Vie rêvée des anges d’Érick Zonca
- Millor director :
  - Érick Zonca per La Vie rêvée des anges
- Millor guió
  - El sopar dels idiotes de Francis Veber
- Millor actriu :
  - Élodie Bouchez pel paper d'Isabelle Tostin a La Vie rêvée des anges
- Millor actor :
  - Jacques Villeret pel paper de François Pignon a El sopar dels idiotes
- Millor pel·lícula estrangera :
  - La vida és bella de Roberto Benigni